# Чемпионат мира по пляжному футболу 2015
Чемпионат мира по пляжному футболу 2015 — 8-й (официально) или 18-й (фактически) чемпионат мира по пляжному футболу. Страна, которая примет турнир, была оглашена Исполнительным комитетом ФИФА 28 мая 2013 года на Маврикии. Ей стала Португалия, которой удалось обойти своих основных конкурентов Бразилию и Россию. Этот турнир стал третьим, прошедшим в соответствии с новой двухлетней основой.

## Заявки
Двенадцать членов ассоциации ФИФА из пяти конфедераций официально объявили о своей заинтересованности в проведении Чемпионат мира по пляжному футболу 2015 до 14 сентября 2012 года. 28 мая 2013 года на заседании исполнительного комитета ФИФА на Маврикии, было объявлено, что турнир будет проходить в Португалии. Это второй раз, когда Португалия была выбрана страной проведения в конкурсах ФИФА, после молодежного чемпионата мира по футболу 1991 года.
Кандидаты ассоциации:
- Бразилия
- Болгария
- Эквадор
- Сальвадор
- Франция
- Венгрия
- Маврикий
- Португалия (хозяева)
- Россия
- Сенегал
- Швейцария
- Таиланд

В заявке России городом проведения значился Краснодар.

## Квалификационный раунд
Квалификационный раунд чемпионата мира пройдет в 2014 и 2015 годах.

### Хозяева
Португалия участвует автоматически, как хозяева чемпионата.

### Европейская зона
Европейские отборочные матчи прошли в Езоло, Италия c 5 по 14 сентября 2014. В отборе приняли участие 23 команды. Победители каждой группы второго группового этапа квалифицировались на Чемпионат мира по пляжному футболу 2015. Швейцария стала первой командой, отобравшейся на чемпионат мира, 11 сентября 2014 года. Россия, Испания и Италия, также отобрались на чемпионат мира на следующий день.

### Океания
Проведение квалификации было запланировано на 6-22 февраля 2015 года в Таити. Тем не менее, турнир был отменен, и Таити были определены ОФК в качестве своего представителя на чемпионате мира.

## Команды
Команды, которые приняли участие в турнире:
| Азиатская зона (АФК) - Иран - Оман - Япония Африканская зона (КАФ) - Мадагаскар - Сенегал Европейская зона (УЕФА) - Испания - Италия - Россия - Швейцария | Зона Северной и Центральной Америки и стран Карибского бассейна (КОНКАКАФ) - Коста-Рика - Мексика Океания (ОФК) - Таити Зона Южной Америки (КОНМЕБОЛ) - Аргентина - Бразилия - Парагвай Хозяева - Португалия (Европа) |

## Жеребьёвка
Итоговая жеребьёвка проведена 28 апреля 2015 года в актовом зале Centro Multimédia в Эшпинью, Португалия. 16 команд были разделены на четыре группы по четыре команды в каждой, хозяева Португалия быть определены в группу А и действующие чемпионы Россия, определены в группу D. Швейцария и Бразилия, второе и третье место рейтинга команд Международный рейтинг ФИФА (FIFA World Ranking), были двумя другими сеяными командами. Команды из одной конфедерации не могут встретиться друг с другом на групповом этапе, за исключением одной из групп, в которой две команды УЕФА, так как от УЕФА представлено пять команд.
| Корзина 1 (Сеяные)                                                 | Корзина 2 (АФК и ОФК)  | Корзина 3 (КАФ и КОНКАКАФ)            | Корзина 4 (КОНМЕБОЛ и УЕФА)       |
| ------------------------------------------------------------------ | ---------------------- | ------------------------------------- | --------------------------------- |
| Португалия (назначены A1) Россия (назначены D1) Бразилия Швейцария | Иран Япония Оман Таити | Мадагаскар Сенегал Коста-Рика Мексика | Аргентина Парагвай Италия Испания |

## Составы команд
Команды должны выбрать 12 игроков (два из которых должны быть вратарями) в срок, установленный ФИФА. Составы были опубликованы ФИФА 2 июля 2015 года.

## Групповая стадия
Каждая команда получает три очка за победу, два очка за победу в дополнительное время, одно очко за победу в серии пенальти, и ни одного балла за поражение.
Решающий критерий
Если две или более команд заканчивают групповой этап с одинаковым количеством очков, то их место определяется по следующим критериям:
1. Наибольшее количество очков, набранных в матчах между этими командами;
2. Наибольшая разница мячей в результате группового этапа между заинтересованными командами;
3. Наибольшее количество забитых мячей во всех матчах группы между заинтересованными командами;
4. Наибольшая разница мячей во всех матчах группы;
5. Наибольшее количество забитых мячей во всех матчах группы;
6. По жеребьёвке Организационного комитета ФИФА.

| Условные обозначения                                                             |
| -------------------------------------------------------------------------------- |
| Победители и команды, занявшие вторые места в группе, переходят в четвертьфиналы |

Все матчи будут проходить по местному времени, UTC+01:00.

### Группа A
| Команда    | И | В | ВО | ВП | П | ГЗ | ГП | +/- | О |
| ---------- | - | - | -- | -- | - | -- | -- | --- | - |
| Португалия | 3 | 2 | 0  | 0  | 1 | 16 | 10 | +6  | 6 |
| Япония     | 3 | 2 | 0  | 0  | 1 | 10 | 10 | 0   | 6 |
| Аргентина  | 3 | 1 | 0  | 0  | 2 | 9  | 14 | -5  | 3 |
| Сенегал    | 3 | 1 | 0  | 0  | 2 | 12 | 13 | −1  | 3 |

| Португалия                                 | 4:2   | Япония                         |
| ------------------------------------------ | ----- | ------------------------------ |
| Маджер 4′, 22′ · Бе Мартинс 18′ · Алан 35′ | Отчёт | С. Харагути 23′ · Н. Мацуо 32′ |

| Аргентина                                                        | 4:3   | Сенегал                         |
| ---------------------------------------------------------------- | ----- | ------------------------------- |
| Л. Франкешини 8′ · Ф. Илайре 11′ · Л. Сирико 19′ · Ф. Миничи 21′ | Отчёт | И. Балде 5′, 25′ · П. Ндоур 36′ |

| Сенегал                                                                      | 6:5   | Португалия                                                     |
| ---------------------------------------------------------------------------- | ----- | -------------------------------------------------------------- |
| И. Тиуан 8′ · П. Камара 16′ · И. Балде 25′, 32′ · Н. Силла 26′ · Б. Фалл 29′ | Отчёт | Бельшиор 7′, 31′ · Р. Коимбра 16′ · Лео Мартинс 17′ · Алан 19′ |

| Япония                                       | 4:3   | Аргентина                                   |
| -------------------------------------------- | ----- | ------------------------------------------- |
| Т. Гото 15′, 21′ · Н. Мацуо 16′ · Т. Оба 24′ | Отчёт | Ф. Илайре 2′ · Ф. Костас 21′ · Р. Лопес 32′ |

| Португалия                                                                  | 7:2   | Аргентина                            |
| --------------------------------------------------------------------------- | ----- | ------------------------------------ |
| Бельчиор 9′ · Маджер 12′, 31′ · Торрес 16′ · Алан 18′, 29′ · Жозе Мария 36′ | Отчёт | Л. Сирико 32′ (пен.) · Ф. Илайре 33′ |

| Япония                                               | 4:3   | Сенегал                             |
| ---------------------------------------------------- | ----- | ----------------------------------- |
| Т. Гото 1′ · Табата 10′ · Н. Мацуо 16′ · Акагумо 21′ | Отчёт | Файе 33′ · Н'Дойе 34′ · Б. Фалл 36′ |

### Группа B
| Команда    | И | В | ВО | ВП | П | ГЗ | ГП | +/- | О |
| ---------- | - | - | -- | -- | - | -- | -- | --- | - |
| Италия     | 3 | 3 | 0  | 0  | 0 | 16 | 7  | +9  | 9 |
| Швейцария  | 3 | 2 | 0  | 0  | 1 | 13 | 11 | +2  | 6 |
| Оман       | 3 | 1 | 0  | 0  | 2 | 11 | 11 | 0   | 3 |
| Коста-Рика | 3 | 0 | 0  | 0  | 3 | 6  | 17 | -11 | 0 |

| Италия                                                           | 6:1   | Коста-Рика |
| ---------------------------------------------------------------- | ----- | ---------- |
| Г. Гори 1′, 9′, 16′ · Э. Цурло 13′, 19′ · А. Виллегас 19′ (авт.) | Отчёт | Пачеко 6′  |

| Швейцария                                       | 5:2   | Оман                                |
| ----------------------------------------------- | ----- | ----------------------------------- |
| М. Мисев 4′ · Н. Отт 10′, 12′, 21′ · С. Леу 14′ | Отчёт | А. Аль-Саути 7′ · К. Аль-Араими 19′ |

| Оман                                 | 2:4   | Италия                                           |
| ------------------------------------ | ----- | ------------------------------------------------ |
| Я. Аль-Араими 8′ · К. Аль-Араими 22′ | Отчёт | Э. Цурло 12′, 30′ · С. Маринаи 12′ · Г. Гори 19′ |

| Коста-Рика                                  | 3:4   | Швейцария                                                |
| ------------------------------------------- | ----- | -------------------------------------------------------- |
| Х. Мендоза 24′ · В. Аданис 30′ · Пачеко 35′ | Отчёт | Д. Станкович 3′ · Н. Отт 11′ · С. Леу 21′ · Ф. Борер 35′ |

| Оман                                                                                             | 7:2   | Коста-Рика                 |
| ------------------------------------------------------------------------------------------------ | ----- | -------------------------- |
| Х. Аль-Дабит 4′, 26′ (пен.) · Я. Аль-Араими 17′, 26′ · Г. Аль-Алави 19′ · И. Аль-Кассми 32′, 36′ | Отчёт | Д. Джонсон 19′, 28′ (пен.) |

| Швейцария                                         | 4:6   | Италия                                                                                     |
| ------------------------------------------------- | ----- | ------------------------------------------------------------------------------------------ |
| Н. Отт 4′, 10′ · А. Ширинци 5′ · Д. Станкович 34′ | Отчёт | Э. Цурло 3′ · Г. Гори 4′ · П. Палмаччи 15′, 31′ · С. Маринаи 17′ · А. Фраинетти 21′ (пен.) |

### Группа C
| Команда  | И | В | ВО | ВП | П | ГЗ | ГП | +/- | О |
| -------- | - | - | -- | -- | - | -- | -- | --- | - |
| Бразилия | 3 | 3 | 0  | 0  | 0 | 11 | 5  | +6  | 9 |
| Иран     | 3 | 2 | 0  | 0  | 1 | 12 | 11 | +1  | 6 |
| Испания  | 3 | 1 | 0  | 0  | 2 | 9  | 9  | ±0  | 3 |
| Мексика  | 3 | 0 | 0  | 0  | 3 | 4  | 11 | −7  | 0 |

| Испания                                     | 5:6   | Иран                                                                          |
| ------------------------------------------- | ----- | ----------------------------------------------------------------------------- |
| Антонио 2′, 15′, 31′ · Нико 3′ · Льоренс 8′ | Отчёт | Ф. Болукбаши 2′, 15′ · М. Месигар 5′ · М. Мохтари 19′, 36′ · М. Ахмедзаде 34′ |

| Бразилия                                                                             | 5:1   | Мексика           |
| ------------------------------------------------------------------------------------ | ----- | ----------------- |
| Родриго 1′ · Бокинья 6′ · Бруно Шавьер 12′ · А. Гонсалес 26′ (авт.) · Маурисиньо 29′ | Отчёт | Р. Мальдонадо 31′ |

| Мексика          | 1:3   | Испания                                    |
| ---------------- | ----- | ------------------------------------------ |
| Р. Мальдонадо 1′ | Отчёт | Льоренс 3′ · Нико 17′ · Антонио 35′ (пен.) |

| Иран                               | 3:4   | Бразилия                                                      |
| ---------------------------------- | ----- | ------------------------------------------------------------- |
| А. Акбари 2′, 4′ · М. Ахмадзаде 5′ | Отчёт | Фернандо 2′ · Бруно Шавьер 12′ · Бокинья 12′ · Маурисиньо 26′ |

| Мексика                     | 2:3   | Иран                                          |
| --------------------------- | ----- | --------------------------------------------- |
| Ж. Гомез 19′ · А. Вилья 22′ | Отчёт | А. Акбари 2′ · М. Ахмадзаде 15′ · Ф. Дара 15′ |

| Бразилия        | 2:1   | Испания       |
| --------------- | ----- | ------------- |
| Родриго 2′, 32′ | Отчёт | Р. Мерида 12′ |

### Группа D
| Команда    | И | В | ВО | ВП | П | ГЗ | ГП | +/- | О |
| ---------- | - | - | -- | -- | - | -- | -- | --- | - |
| Таити      | 3 | 3 | 0  | 0  | 0 | 18 | 14 | +4  | 9 |
| Россия     | 3 | 2 | 0  | 0  | 1 | 17 | 14 | +3  | 6 |
| Парагвай   | 3 | 1 | 0  | 0  | 2 | 14 | 16 | −2  | 3 |
| Мадагаскар | 3 | 0 | 0  | 0  | 3 | 7  | 12 | −5  | 0 |

| Россия                                                                     | 7:5   | Парагвай                                                     |
| -------------------------------------------------------------------------- | ----- | ------------------------------------------------------------ |
| К. Романов 7′, 15′ · Д. Шишин 8′, 28′, 30′ · А. Шкарин 23′ · И. Леонов 25′ | Отчёт | Х. Лопез 1′ · П. Моран 3′, 17′, 34′ · У. Родригез 18′ (пен.) |

| Таити                                                             | 4:3   | Мадагаскар                                                         |
| ----------------------------------------------------------------- | ----- | ------------------------------------------------------------------ |
| Т. Лабасте 4′ · П. Тепа 5′ · Х. Таванае 9′ · Н. Беннет 17′ (пен.) | Отчёт | И. Разафимандимби 2′ · Т. Рабеасимбола 2′ · Ф. Разафимахатратра 6′ |

| Мадагаскар                                     | 2:4   | Россия                                                  |
| ---------------------------------------------- | ----- | ------------------------------------------------------- |
| Б. Расуломандимби 17′ · Т. Рандиамампандри 19′ | Отчёт | И. Леонов 6′ · К. Романов 7′, 9′ · Ю. Крашенинников 35′ |

| Парагвай                                              | 5:7   | Таити                                                                                           |
| ----------------------------------------------------- | ----- | ----------------------------------------------------------------------------------------------- |
| П. Моран 2′, 18′, 25′ · Х. Лопез 27′ · Э. Баррето 35′ | Отчёт | Х. Таванае 2′ · Т. Лабасте 4′, 27′ · Т. Заверони 8′ · А. Тчен 8′ · П. Тепа 14′ · Х. Таиаруи 25′ |

| Россия | 6:7   | Таити                                                                           |
| --- | ----- | ------------------------------------------------------------------------------- |
| А. Бухлицкий 8′ · Д. Шишин 8′ · А. Папоротный 20′ · Ю. Крашенинников 23′ · К. Романов 35′ · А. Макаров 35′ | Отчёт | Ли Фунг Куи 2′, 9′, 14′, 27′ · Х. Таиаруи 8′ · Т. Лехартел 23′ · Д. Торохиа 35′ |

| Парагвай                                        | 4:2   | Мадагаскар                 |
| ----------------------------------------------- | ----- | -------------------------- |
| П. Моран 11′, 27′ · Х. Лопез 17′ · Х. Ролон 26′ | Отчёт | Б. Расуломандимби 13′, 26′ |

## Плей-офф

### Сетка
|  | Четвертьфиналы    | Четвертьфиналы |              |        | Полуфиналы   | Полуфиналы   |  |  | Финал        | Финал |
|  |                   |                |              |        |              |              |  |  |              |       |
|  | 16 июля 2015      |                |              |        |              |              |  |  |              |       |
|  |                   |                |              |        |              |              |  |  |              |       |
|  | Италия            | 3              |              |        |              |              |  |  |              |       |
|  | Италия            | 3              | 18 июля 2015 |        |              |              |  |  |              |       |
|  | Япония            | 2              |              |        |              |              |  |  |              |       |
|  | Япония            | 2              | Италия       | 6 (1)  |              |              |  |  |              |       |
|  | 16 июля 2015      |                | Италия       | 6 (1)  |              |              |  |  |              |       |
|  |                   | Таити пен.     | 6 (3)        |        |              |              |  |  |              |       |
|  | Таити             | Таити пен.     | 6 (3)        | 5      |              |              |  |  |              |       |
|  | Таити             |                | 19 июля 2015 | 5      |              |              |  |  |              |       |
|  | Иран              | 4              |              |        |              |              |  |  |              |       |
|  | Иран              | 4              | Таити        | 3      |              |              |  |  |              |       |
|  | 16 июля 2015      |                | Таити        | 3      |              |              |  |  |              |       |
|  |                   | Португалия     | 5            |        |              |              |  |  |              |       |
|  | Португалия        | Португалия     | 5            | 7      |              |              |  |  |              |       |
|  | Португалия        | 18 июля 2015   |              | 7      |              |              |  |  |              |       |
|  | Швейцария         | 3              |              |        |              |              |  |  |              |       |
|  | Швейцария         | 3              | Португалия   | 4      | Третье место | Третье место |  |  |              |       |
|  | 16 июля 2015      |                | Португалия   | 4      | Третье место | Третье место |  |  |              |       |
|  |                   | Россия         | 2            |        |              |              |  |  |              |       |
|  | Бразилия          | Россия         | 2            | 5      | Италия       | 2            |  |  |              |       |
|  | Бразилия          |                |              | 5      | Италия       | 2            |  |  |              |       |
|  | Россия (доп. вр.) | 6              |              | Россия | 5            |              |  |  |              |       |
|  | Россия (доп. вр.) | 6              |              |        | 5            |              |  |  |              |       |
|  |                   |                |              |        |              |              |  |  | 19 июля 2015 |       |
|  |                   |                |              |        |              |              |  |  |              |       |

### Четвертьфиналы
| Бразилия                                                                    | 5:6 (доп. вр.) | Россия                                                                                             |
| --------------------------------------------------------------------------- | -------------- | -------------------------------------------------------------------------------------------------- |
| Мао 9′ · Датинья 9′ · Маурисиньо 9′ · Бокинья 31′ (пен.) · Бруно Шавьер 32′ | Отчёт          | А. Папоротный 3′ · А. Шкарин 8′ · Д. Шишин 13′ · А. Перемитин 29′ · К. Романов 31′ · Е. Шайков 39′ |

| Португалия | 7:3   | Швейцария |
| ---------- | ----- | --------- |
|            | Отчёт |           |

| Италия | 3:2   | Япония |
| ------ | ----- | ------ |
|        | Отчёт |        |

| Таити | 5:4   | Иран |
| ----- | ----- | ---- |
|       | Отчёт |      |

### Полуфиналы
| Италия   | 6:6 (доп. вр.) | Таити |
| -------- | -------------- | ----- |
|          | Отчёт          |       |
| Пенальти |                |       |
|          | 1:3            |       |

| Португалия | 4:2   | Россия |
| ---------- | ----- | ------ |
|            | Отчёт |        |

### Матч за третье место
| Италия | 2:5   | Россия |
| ------ | ----- | ------ |
|        | Отчёт |        |

### Финал
Матч был проведен 29 июля 2015 года на стадионе Прайя-да-Бей (Praia da Baía), в Португалии в городе Эшпинью. В матче принимали участие сборная Таити, которая впервые в своей истории вышла в финал чемпионатов мира под эгидой ФИФА и сборная Португалии, которые вернулись в финал спустя десять лет. Сборная Португалии выиграла чемпионат мира по пляжному футболу впервые.
| Таити | 3:5   | Португалия |
| ----- | ----- | ---------- |
|       | Отчёт |            |

## Чемпион
| Чемпион мира по пляжному футболу 2015 |
| Португалия Второй титул               |

## Итоговое положение команд
| Место | Команда    |
| ----- | ---------- |
| 1     | Португалия |
| 2     | Таити      |
| 3     | Россия     |
| 4     | Италия     |
| 5     | Бразилия   |
| 6     | Иран       |
| 7     | Япония     |
| 8     | Швейцария  |
| 9     | Оман       |
| 10    | Испания    |
| 11    | Парагвай   |
| 12    | Аргентина  |
| 13    | Сенегал    |
| 14    | Мадагаскар |
| 15    | Мексика    |
| 16    | Коста-Рика |